# Врбањци
Врбањци су насељено мјесто у Босни и Херцеговини, у општини Котор Варош, ентитет Република Српска. Према прелиминарним подацима пописа становништва 2013. године, у насељу је живјело 1.904 становника.

## Географија
Врбањци леже на ријеци Врбањи по којој су добили име и на још двије мање рјечице, Босанки и Цврцкој. Сјеверно од Врбањца се налази село Сердари. Засеоци у Врбањцима су: Горњи Дабовци, Дабовци, Пеличићи, Рујевица, Сакани, Смајловићи, Ханифићи, Чиркино Брдо и Шипуре.

## Историја
Припадници војних формација Територијалне одбране БиХ су 17. септембра 1992. извршили напад на село Сердаре. Том приликом су убили 16 Срба од укупно 19 који су се затекли у Сердарима.
Након 1995. године, родитељи бошњачке дјеце у локалној Осмогодишњој школи "Свети Сава" воде дугу судску парницу како би остварили своје уставно право на наставу на свом матерњем, бошњачком језику . Након вишедеценијског одбијања тужбе Општинског суда у Котор Варошу и Окружног суда у Бањалуци, у децембру 2019., Уставни суд Републике Српске, донио је коначну пресуду у њихову корист. Обавеза туженог је и да надокнади све трошкове суђења.

## Становништво
| Националност       | 1991.          | 1981.        | 1971.        |
| Муслимани          | 1.468 (49,34%) | 487 (29,89%) | 514 (31,07%) |
| Срби               | 658 (22,11%)   | 373 (22,89%) | 473 (28,59%) |
| Хрвати             | 799 (26,85%)   | 689 (42,29%) | 651 (39,35%) |
| Југословени        | 41 (1,37%)     | 79 (4,84%)   | 13 (0,78%)   |
| остали и непознато | 9 (0,30%)      | 1 (0,06%)    | 3 (0,18%)    |
| Укупно             | 2.975          | 1.629        | 1.654        |

| Демографија | Демографија | Демографија |
| Година      | Становника  | Становника  |
| ----------- | ----------- | ----------- |
| 1948.       | 4.125       |             |
| 1953.       | 4.919       |             |
| 1961.       | 1.217       |             |
| 1971.       | 1.654       |             |
| 1981.       | 1.629       |             |
| 1991.       | 2.973       |             |
| 2013.       | 1.904       |             |

### Становништво по општинама Среза Котор Варош, 1953.
| Пописно подручје | Укупно | Срби  | Хрвати | Словенци | Македонци | Црногорци | Jугословени неопредијељени | Чеси | Пољаци | Русини — Украјинци | Oстали Словени | Oстали несловени |
| СРЕЗ КОТОР ВАРОШ | 37898  | 25008 | 6485   | 4        | 4         | 10        | 6375                       | 2    | –      | 2                  | –              | 8                |
| Котор Варош      | 4715   | 805   | 2640   | 2        | 3         | 6         | 1253                       | 1    | –      | 1                  | –              | 4                |
| Масловаре        | 4574   | 3966  | 8      | –        | –         | –         | 600                        | –    | –      | –                  | –              | –                |
| Превиле          | 4576   | 3537  | 696    | –        | –         | –         | 342                        | –    | –      | –                  | –              | 1                |
| Скендер Вакуф    | 7100   | 6566  | 16     | –        | –         | –         | 518                        | –    | –      | –                  | –              | –                |
| Шипраге          | 7746   | 6036  | 24     | 1        | 1         | –         | 1682                       | –    | –      | –                  | –              | 2                |
| Врбањци          | 4919   | 1678  | 1728   | 1        | –         | 4         | 1505                       | 1    | –      | 1                  | –              | 1                |
| Забрђе           | 4268   | 2420  | 1373   | –        | –         | –         | 475                        | –    | –      | –                  | –              | –                |